# Alfa Romeo Tonale
O Alfa Romeo Tonale é um crossover produzido pela empresa italiana Alfa Romeo desde fevereiro de 2022. Modelo do segmento C, fica abaixo do Alfa Romeo Stelvio na linha de crossovers da marca. Conhecido internamente como 965, o Tonale é o primeiro Alfa Romeo com motor híbrido e tornou-se o primeiro modelo novo introduzido pela marca em seis anos. Seu nome vem do passo montanhoso de Tonale, no norte da Itália.
Em agosto de 2022, uma versão rebatizada e reestilizada foi lançada como Dodge Hornet, exclusiva para o mercado da América do Norte como o SUV de entrada da Dodge. O Hornet será vendido junto com o Tonale na região com especificações diferenciadas e preços mais baixos.